# 第81师团 (日本陆军)
第81师团（だいはちじゅういちしだん）是大日本帝國陸軍师团之一。

## 沿革
第81师团于1944年（昭和19年）4月4日以留守第51师团为基础在宇都宮編成。同年7月21日編入新设立的第36軍战斗序列，作为机动打击师团为防备本土决战并由此状态迎来终战。应当指出的是，为了支撑部队的自身运作，一直以来都在进行农业生产活动，由于秘匿号为納（のう），也被称为農部隊。

## 师团概要

### 歴代师团長
- 古閑健 中将：1944年（昭和19年）4月6日 - 終战

### 最終所属部隊
- 步兵第171联队（宇都宮）：今村重孝大佐
- 步兵第172联队（水户）：桑利彦中佐
- 步兵第173联队（高崎）： 江口小一郎大佐
- 野砲兵第81联队：前田知玄大佐
- 工兵第81联队：吉田利行大佐
- 輜重兵第81联队：宮崎三郎大佐
- 第81师团速射砲隊
- 第81师团通信隊
- 第81师团兵器勤務隊
- 第81师团衛生隊
- 第81师团第1野战医院
- 第81师团第4野战医院
- 第81师团制毒隊
- 第81师团病馬廠